# يان ديزموند
يان ديزموند (بالإنجليزية: Ian Desmond)‏ هو لاعب كرة قاعدة أمريكي، ولد في 20 سبتمبر 1985 في ساراسوتا في الولايات المتحدة.

## وصلات خارجية
- يان ديزموند على موقع دوري كرة القاعدة الرئيسي (الإنجليزية)
- يان ديزموند على موقعبيزبول رفرنس.كوم (الدوري الرئيسي) (الإنجليزية)
- يان ديزموند على موقعبيزبول رفرنس.كوم (الدوري الثانوي) (الإنجليزية)
- يان ديزموند على موقع إي إس بي إن.كوم (أم.أل.بي) (الإنجليزية)
- يان ديزموند على موقع مشجعي الرسوم البيانية (الإنجليزية)